# José Antonio Dias Toffoli
José Antonio Dias Toffoli (Marília, 15 de noviembre de 1967) es un jurista brasileño. Fue presidente del Supremo Tribunal Federal de Brasil hasta 2020.

## Biografía
Nació en Marília (estado de São Paulo) en 1967, hijo de Luiz Toffoli y Sebastiana Seixas Dias Toffoli. Asistió a la facultad de derecho de la Universidad de São Paulo de 1986 a 1990, donde se graduó con una licenciatura en derecho. Mientras estaba en la universidad, presidió la unión estudiantil. De 1996 a 2002 fue profesor de derecho constitucional y de familia en el Centro Universitario de Brasilia.
En 1994 y 1995, realizó los exámenes para un puesto como juez en el estado de São Paulo, pero fue rechazado dos veces. En ese entonces era el representante legal del Partido de los Trabajadores (PT), trabajando en las campañas presidenciales de Luiz Inácio Lula da Silva en 1998, 2002 y 2006.
Desde marzo de 2001 hasta diciembre de 2002, integró la firma de abogados Toffoli & Telesca Advogados, y de 2005 a 2007 integró la firma Toffoli & Rangel Advogados. En 2007, fue nominado por el presidente Lula para desempeñarse como procurador general de la unión.

### Supremo Tribunal Federal
El 17 de septiembre de 2009, el presidente Lula nominó a Dias Toffoli, para el cargo en el Tribunal Supremo Federal que quedó vacante por la muerte del juez Carlos Alberto Menezes Direito dos semanas antes. Tras su nombramiento, Toffoli renunció como procurador general y fue reemplazado por Evandro Costa Gama.
Después de ser confirmado por el Senado Federal, tomó su asiento como juez el 23 de octubre de 2009, con 41 años. En ese momento, fue la persona más joven en ser juez del Tribunal Supremo desde 1988.
El 13 de septiembre de 2018, sucedió a la jueza Cármen Lúcia Antunes Rocha como presidente del Tribunal Supremo Federal. El vicepresidente de la corte en este período es Luiz Fux.